# تفجير كربلاء 2008
وقع تفجير كربلاء 2008 في 17 مارس 2008 في كربلاء، العراق.
انفجرت القنبلة الانتحارية خارج مقهى بالقرب من الضريح.  أسفرت التفجيرات عن مقتل 22 شخصًا على الأقل وإصابة 30 آخرين  ومن بين القتلى سبعة إيرانيين. 

## خلفية
كربلاء هي مدينة تقع في وسط العراق، على 80 كـم (50 ميل) مدينة كربلاء. جنوب بغداد.  وهي موطن مرقد الإمام الحسين ، أحد أقدس المواقع لدى المسلمين الشيعة .  وشهدت المدينة عدة تفجيرات انتحارية أخرى في الماضي، بما في ذلك تفجير في أبريل/نيسان 2007 أسفر عن مقتل نحو 50 شخصا. 
وكان هناك هجومان آخران للمتمردين في يوم التفجير، بما في ذلك هجوم بقذائف الهاون وعدة تفجيرات انتحارية، وكلاهما في بغداد.  وتزامنت الهجمات مع زيارة نائب الرئيس الأمريكي ديك تشيني . 

## الجاني
ولم تعلن أي جهة مسؤوليتها عن الهجوم. ويشتبه المسؤولون العراقيون في أن المتمردين التابعين لتنظيم الدولة الإسلامية في العراق هم من نفذوا التفجير. وقال محافظ كربلاء إن منفذ الهجوم امرأة لكنه لم يذكر تفاصيل أخرى. 